# Канижа (община)
Канижа (серб. Кањижа) — община в Сербии, входит в Северно-Банатский округ автономного края Воеводина. Община находится в историко-географической области Банат.
Население общины составляет 26 566 человек (2007 год), плотность населения составляет 67 чел./км². Занимаемая площадь — 399 км², из них 84,5 % используется в промышленных целях.
Административный центр общины — город Канижа. Община Канижа состоит из 13 населённых пунктов, средняя площадь населённого пункта — 30,7 км².

## Статистика населения общины
| Год  | Население, чел. |
| ---- | --------------- |
| 1991 | 29 536          |
| 2001 | 27 668          |
| 2002 | 27 480          |
| 2003 | 27 289          |
| 2004 | 27 123          |
| 2005 | 26 948          |
| 2006 | 26 754          |
| 2007 | 26 566          |

## Этническая структура
По переписи населения Сербии 2002 года основные этнические группы в общине:
- венгры — 23 802 чел. (86,52 %);
- сербы — 2037 чел. (7,4 %);
- цыгане — 530 чел. (1,92 %);

## Населённые пункты
На территории общины расположены 13 населённых пунктов — город Канижа и 12 сёл: Адорян, Велебит, Долине, Зимонич, Мале-Пияце, Мали-Песак, Мартонош, Ново-Село, Ором, Тотово-Село, Трешньевац и Хоргош.
В селе Велебит преобладает сербское население, в других населённых пунктах общины — венгерское.

## Образование
В 2003—2004 учебном году на территории общины было 10 основных и одна средняя школа, в то время (2003—2004 гг.), там обучались 2439 учеников в основных школах и 698 учеников в средней.